# Schweinsfuß-Nasenbeutler
Die Schweinsfuß-Nasenbeutler (Chaeropus) sind eine ausgestorbene Beutelsäugergattung aus der Ordnung der Nasenbeutler (Peramelemorphia), die in trockenen Gras- und Buschländern im Westen, im Inneren, im Süden und im Nordosten von Australien vorkam. Es gab drei Arten, von denen zwei erst im 20. Jahrhundert ausgestorben sind. Chaeropus ecaudatus, die Typusart, verschwand nach Berichten der Aborigines zwischen 1920 und 1930, Chaeropus yirratji, die erst im Jahr 2019 beschrieben wurde, hat nach Aussagen von Aborigines bis in die 1950er Jahre gelebt. Chaeropus baynesi, die dritte Art, ist nur fossil aus der Fisherman’s Cliff Local Fauna aus dem Pliozän von New South Wales bekannt.

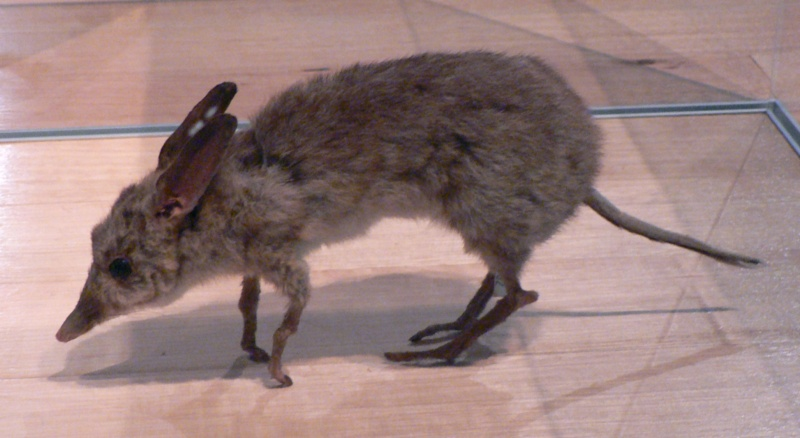
Exemplar eines Schweinsfuß-Nasenbeutlers im Melbourne Museum (Australien)

## Beschreibung
Schweinsfuß-Nasenbeutler erreichten eine Kopfrumpflänge von 23 bis 26 cm und hatten 7,5 bis 15 cm lange Schwänze. Ihr Rückenfell war kastanienbraun bis goldgelb, das Bauchfell war grau, cremefarben oder weißlich. Vor allem die Füße unterschieden die Schweinsfuß-Nasenbeutler von den übrigen Nasenbeutlern. Sie waren lang und dünn, die Vorderbeine hatten nur zwei Zehen mit hufartigen Klauen. Bei den Hinterfüßen wurde nur mehr die vierte Zehe zur Fortbewegung benutzt. Die übrigen drei ausgebildeten Zehen waren reduziert, standen oberhalb der vierten Zehe und hatten beim Laufen keinen Kontakt zum Boden. Die Ähnlichkeit der Vorderfüße mit denen der Paarhufer (wie den Schweinen) hat ihnen ihren Namen gegeben. Der Kopf war breit und rund. Die Schnauze war kurz, breit und spitz. Die Ohren waren lang und ähnelten denen der Kaninchennasenbeutler. Der Beutel der Weibchen öffnete sich nach hinten und enthielt acht Zitzen.

## Lebensweise
Schweinsfuß-Nasenbeutler bewohnten neben wüstenartigen Gebieten auch Grasland und buschbewachsene Gebiete. Sie dürften nicht ganz so nachtaktiv gewesen sein wie die anderen Nasenbeutler. Als Ruheplätze dienten Grasnester oder flache Erdmulden. Nach Aussagen des deutsch-australischen Zoologen Gerard Krefft (1830–1881) waren es sich träge bewegende Tiere. Aborigines berichteten jedoch, dass sie mit großer Geschwindigkeit fliehen konnten, wenn sie gestört wurden. Über die Fortpflanzung der Arten ist nur wenig bekannt. Sie vermehrten sich wahrscheinlich im Mai und Juni und die Weibchen bekamen ein bis zwei Jungtiere pro Wurf. Zähne und Verdauungsapparat lassen darauf schließen, dass Schweinsfuß-Nasenbeutler vorwiegend Pflanzenfresser waren. Berichte der Aborigines deuten an, dass sie daneben auch Heuschrecken, Termiten und Ameisen zu sich nahmen.

## Systematik
Die Gattung Chaeropus wurde zusammen mit Chaeropus ecaudatus im Jahr 1838 durch den irischen Naturforscher William Ogilby erstmals wissenschaftlich beschrieben. Im Jahr 1872 führte der US-amerikanische Zoologe Theodore Nicholas Gill die Familie Chaeropodidae für die Gattung ein. Die systematische Stellung der Gattung Chaeropus ist aber noch nicht mit Sicherheit geklärt. 1999 ergab eine Untersuchung  mitochondrialer DNA, die aus einem Exemplar gewonnen wurde, dass Chaeropus die Schwestergruppe aller übrigen Nasenbeutler ist. 2018 kamen Forscher zu dem Ergebnis, dass die Kaninchennasenbeutler (Macrotis (Familie Thylacomyidae)) die Schwestergruppe der Gattung Chaeropus sind und dass beide zusammen die Schwestergruppe aller übrigen Nasenbeutler sind und bei der Erstbeschreibung von Chaeropus yirratji Anfang 2019 fanden die Autoren, dass die Gattung Chaeropus tief innerhalb der übrigen Nasenbeutler steht und die Schwestergruppe einer Klade von Kurznasenbeutlern (Isoodon), Langnasenbeutlern (Perameles) und Großen Neuguinea-Nasenbeutler (Peroryctes) ist.

## Aussterben
Das letzte Exemplar eines Schweinsfuß-Nasenbeutlers, dessen Präparat heute Teil einer Museumssammlung ist, wurde 1901 gefunden. Gemäß Berichten der Aborigines dürfte die Gattung aber in Wüstengebieten bis in die 1950er Jahre überlebt haben. Ursprünglich waren die Tiere in Australien weit verbreitet. Hauptursache für ihr Aussterben dürfte die Ausbreitung eingeschleppter Räuber wie Katzen und Füchse sein.

## Belege
1. 1 2 3  Kenny J. Travouillon, Bruno F. Simões, Roberto Portela Miguez, Selina Brace, Phillipa Brewer, David Stemmer, Gilbert J. Price, Jonathan Cramb and Julien Louys. 2019. Hidden in Plain Sight: Reassessment of the Pig-footed Bandicoot, Chaeropus ecaudatus (Peramelemorphia, Chaeropodidae), with A Description of A New Species from central Australia, and Use of the Fossil Record to Trace Its Past Distribution. Zootaxa. 4566(1); 1–69. DOI: 10.11646/zootaxa.4566.1.1
2. 1 2 3  Kristofer M. Helgen und Elizabeth G. Veatch: Recently Extinct Australian Maersupials snd Monotremes. Seite 17 – 31 in Don E. Wilson, Russell A. Mittermeier: Handbook of the Mammals of the World – Volume 5. Monotremes and Marsupials. Lynx Editions, 2015, ISBN 978-84-96553-99-6 (Seite 27 – 28).
3. ↑  Westerman, M., Springer, M.S., Dixon, J., & Krajewski, C. (1999) Molecular relationships of the extinct pig-footed bandicoot Chaeropus ecaudatus (Marsupialia: Perameloidea) using 12S rRNA sequences. Journal of Mammalian Evolution, 6, 271–288. doi: 10.1023/A:1020565724799
4. ↑  Kenny Travouillon & Matthew J. Phillips, 2018. Total evidence analysis of the phylogenetic relationships of bandicoots and bilbies (Marsupialia: Peramelemorphia): reassessment of two species and description of a new species. Zootaxa 4378 (2), 224–256. DOI: 10.11646/zootaxa.4378.2.3
5. ↑  Chaeropus ecaudatus in der Roten Liste gefährdeter Arten der IUCN 2016. Eingestellt von: Burbidge, A.A. & Woinarski, J., 2012. Abgerufen am 14. März 2019.